# Mercedes D.III
O Mercedes D.III , ou F1466, como era conhecido internamente, foi um motor de seis cilindros em linha refrigerado a líquido SOHC de seis cilindros, construído pela empresa alemã Daimler-Motoren-Gesellschaft, percursora da Daimler AG e usado numa ampla variedade de aeronaves alemãs durante a Primeira Guerra Mundial. As versões iniciais foram introduzidas em 1914 a 160 hp, mas uma série de mudanças melhorou isso para 170 hp em 1917 e 180 em meados de 1918. Esses modelos posteriores foram usados em quase todos os caças alemães do final da guerra, e sua única competição real, o BMW III , estava disponível apenas em números muito limitados. Comparado aos motores aliados que enfrentava, o D.III estava geralmente desatualizado.

## Design e desenvolvimento
O motor Mercedes D.III foi o pilar dos aviões da série D da Albatros, tanto da fábrica sediada em Johannistal ( Albatros-FlugzeugWerke GmBh) como da sua subsidiária OstdeutscheAlbatrosWerke(OAW).
O motor F1466, também chamado de Mercedes D.III era assim chamado devido à classificação da Idflieg. "D" significava que era um motor da Daimler-Motoren-Gesellschaft, Stüttgard-Untertürkheim e "III", era o algarismo romano que a Idflieg  dava para caracterizar o seu alcance de desempenho ("0" era para motores com potência inferior a 80hp, "I" para motores entre 80-100 hp, "II" para motores entre 100-150, "III" para motores entre 150-200 e "IV" para motores com potência superior a 200hp).
O motor D.III foi baseado no mesmo padrão que o Mercedes D.II anterior, e podendo até se retroceder ao motor Mercedes D.I adequadamente dimensionado para configurações de potência mais altas. Como a maioria das linhas da época, ele usava um grande cárter de alumínio como principal componente estrutural, com cilindros separados feitos de aço aparafusados a ele.
A tecnologia para parafusar um cilindro de aço roscado em um cárter de alumínio não existia naquele momento. Casacos para água de resfriamento cobriam os 2/3 superiores do cilindro, alimentando um radiador por meio de conexões na parte traseira do motor. A única mudança óbvia no projeto em relação ao D.II anterior era usar jaquetas de resfriamento separadas para cada cilindro, enquanto o D.II usava uma jaqueta cada para um trio de pares adjacentes de cilindros.
O D.III apresentava um came aéreo bastante proeminente operando as válvulas de admissão e escape, alimentadas por um eixo que subia do eixo de manivela na parte traseira do motor. A ignição foi fornecida por dois conjuntos de velas de ignição , um localizado em cada lado dos cilindros, cada um alimentado por um magneto separado para redundância. Os cabos de ignição estavam protegidos em tubos que corriam em ambos os lados dos cilindros. O combustível era alimentado nos cilindros por meio de tubos no lado da porta do motor, fornecidos por um carburador de barril duplo localizado logo acima do cárter. Os reservatórios de combustível e de óleo foram pressurizados por um compressor de ar ligado à manivela.
A Daimler também usou os pistões do D.III para produzir o Mercedes D.IV de oito cilindros e 220 hp durante esse período, mas não teve uso generalizado. A cambota alongada do D.IV se mostrou propensa a quebrar.

## Variantes de produção

### Mercedes D.III (160 hp)

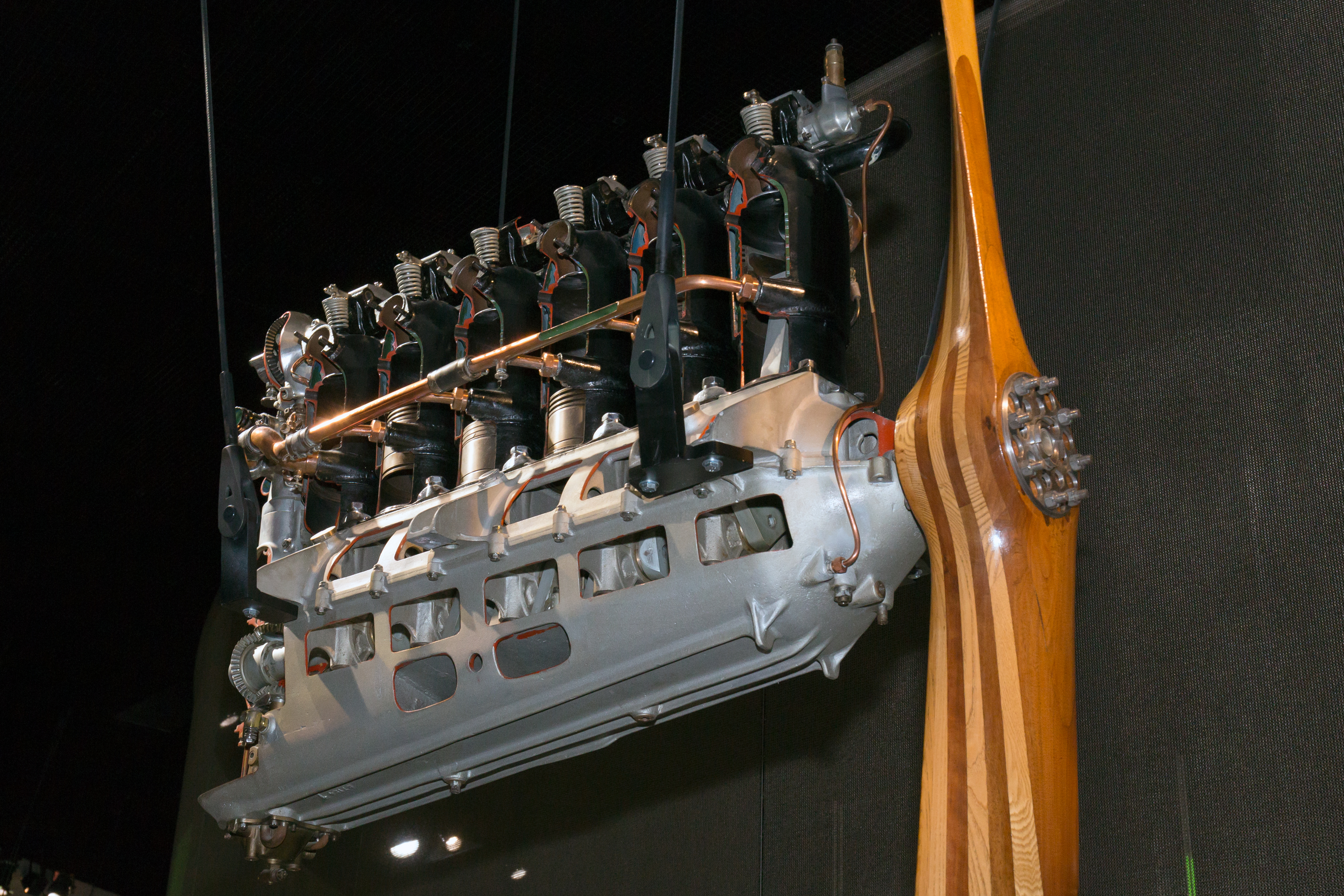
Vista de frente-direita do motor Mercedes D.III (Museu Mercedes-Benz)

O motor D.III original foi desenhado e iniciado o seu concebimento físico em inícios de 1914. O motor foi introduzido em 1914. Embora tenha sido amplamente difundido nos primeiros exemplos da série C de biplanos de uso geral de dois lugares da Albatros, o D.III era muito grande para projetos de caças contemporâneos e não via uso nessa função. Na época, os caças eram geralmente movidos por motores rotativos mais leves com níveis de potência de 80 a 110 cv ou por motores em linha refrigerados a água na faixa de 100 a 120 cv, como o Mercedes D.II anterior.
Em 1916, novos designs tinham crescido em tamanho e desempenho e o D.III tornou-se popular em novos designs. Em 1917, o D.III estava sendo amplamente utilizado em caças, principalmente no famoso Albatros D.I e no Albatros D.II. A produção desta versão foi essencialmente encerrada em maio de 1917, com apenas um punhado continuando a ser entregue até outubro. Como as  classificações da HP internacional são ligeiramente diferentes (com 746 watts = 1 hp) do padrão alemão PS ou Pferdestärke , de aproximadamente 735 watts por cavalo-vapor PS, é provável que esse motor tenha uma classificação ligeiramente mais alta nos números da HP internacional.

### Mercedes D.IIIa (170 hp)
O desenvolvimento do projeto básico levou ao D.IIIa de 170 hp ligeiramente modificado , que assumiu as linhas de produção em junho de 1917. A principal mudança foi alterar o perfil do pistão para ter uma cabeça chata em vez da anterior côncava, um pouco aumentando a compressão máxima. Outras mudanças ocorreram principalmente nos detalhes do projeto, principalmente no cárter redesenhado e no novo carburador. Muitos dos acessórios também foram redesenhados ou movimentados no motor. Este modelo foi produzido apenas brevemente, para uso no Albatros D.III, mas há indicações de que possivelmente foi usado em alguns Albatros anteriores. Quando o  Fokker D.VII foi concebido,inicialmente também estavam equipados com o Mercedes D.IIIa, mas os motores foram atualizados ou substituídos o mais rápido possível pelo melhor BMW IIIa. Esse mecanismo foi referido na análise britânica do pós-guerra como gerando 180 hp.

### Mercedes D.IIIaü (180 a 200 hp)
A atualização mais "radical" era a 180/200 cv do Mercedes D.IIIaü, introduzido no final de 1917. O D.IIIaü era um melhoramento padronizado do design do Mercedes D.III e D.IIIa e a designação ü nunca foi oficial. Esse mecanismo mudou os pistões novamente, desta vez para um perfil abobadado que aumentou ainda mais a compressão máxima - o ü era para "über", que significa "supercomprimido". Além disso, um novo carburador de compensação de altitude foi adicionado, o que melhorou o desempenho em altitudes mais altas. Para apoiar as operações nessas altitudes, a água do radiador era usada para aquecer a entrada de ar e evitar o congelamento no carburador. O modelo aü, que incluía blocos de motor D.III e D.IIIa atualizados, foi o mais prolífico motor de caça alemão de 1918 e foi projetado para a maioria dos modelos de caça a partir do final de 1917. Isso incluiu a maioria das inscrições na Primeira Competição de Lutadores de Adlershofem janeiro de 1918, notadamente o famoso Fokker D.VII . Na avaliação britânica do pós-guerra, o D.IIIaü demonstrou 200 hp de acordo com os padrões britânicos.

### Mercedes D.IIIav ou Mercedes D.IIIaü (200 a 220 hp)
Uma versão que tentava manter o bloco D.III mais  competitivo foi o D.IIIav(ü) de 200 hp (200-217 hp) , introduzido em meados de outubro de 1918. O av usava pistões um pouco mais longos feitos de alumínio (possivelmente o primeiro um mecanismo de produção), aumentando a compressão novamente e, ao mesmo tempo, permitindo que eles se movam mais rapidamente devido ao peso reduzido. A RPM máxima permitida aumentou de 1.400 nos modelos anteriores para 1.600 na av, representando a maior parte dos ganhos em energia. Não está claro se este motor viu uso na guerra. O aumento do uso de benzeno no combustível de aviação alemão pode ter ajudado essa atualização final de energia, sendo a sua classificação mais alta de octanas mais adequada para a maior taxa de compressão.

## Diferença entre variantes
Todas as séries D.III eram geralmente muito semelhantes a outros modelos, com exceção do perfil do pistão, detalhes do carburador e detalhes do motor de válvulas. 

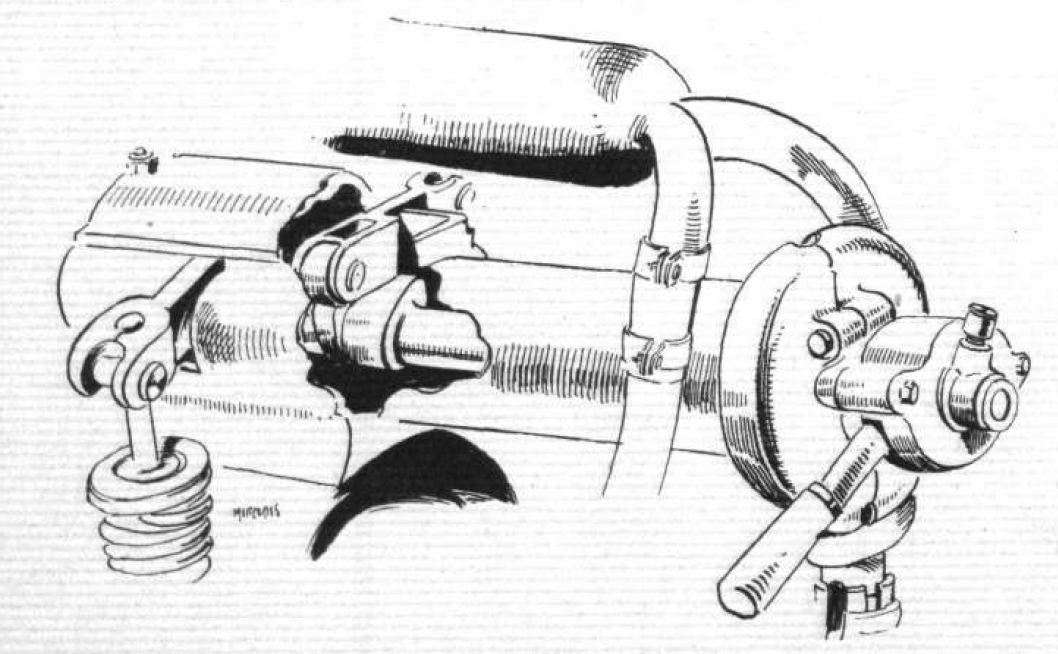
Detalhes da Válvula de um Mercedes D.III inicial

Parece que as atualizações estavam disponíveis para muitos dos motores, certamente para os III a IIIa e IIIav  IIIaü.
Parece improvável que os primeiros D.IIIs chegassem ao padrão do IIIaü, pois já estavam  desgastados pelo serviço antes disso. As mudanças no tubo da válvula diziam respeito ao layout dos balancins que operavam as válvulas. Os primeiros modelos tinham caixas de balancim quadradas posicionadas diretamente sobre os cilindros, com os braços de balancim saindo por fendas verticais, um cortado em cada um dos lados opostos das caixas, como mostrado à esquerda. 
O design anterior do braço oscilante de "ranhura lateral" também havia sido usado para as válvulas de válvulas dos motores Mercedes DI e D.II. Nas versões posteriores dos motores D.III, as caixas foram recolocadas para trás na carcaça da árvore de cames tubular, e os eixos cilíndricos, agora facilmente seláveis, dos balancins se projetavam para a frente através das superfícies frontais das caixas, operando os balancins agora totalmente expostos com as extremidades do eixo, como mostrado à direita. 
 O novo arranjo foi declarado intercambiável como um conjunto com a árvore de cames completa, caixas de balancins, braços de balancins e molas de válvulas, com o projeto anterior do sistema de acionamento de came com ranhura lateral do D.III - o sistema posterior parece ter influenciou tanto a Packard quanto a Hall-Scottos projetistas de motores adotam um recurso de projeto de válvula de escape "slotless" quase idêntico para o motor de aviação Liberty L-12 Allied V-12.

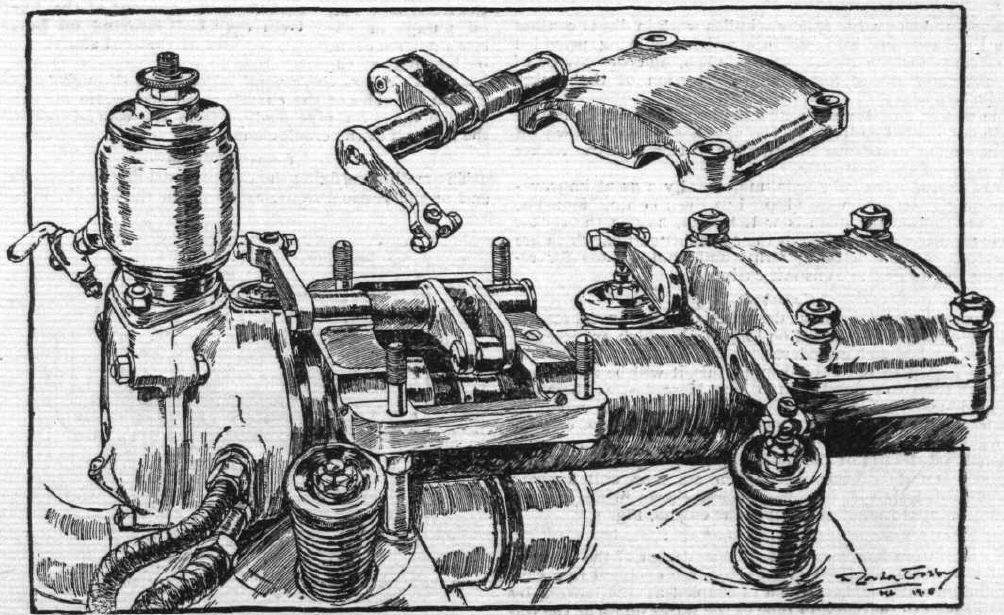
Detalhes da Válvula de um Mercedes D.III no fim da guerra

Confusamente, o "ü" não era uma parte oficial do nome. Isso leva a vários problemas em várias referências, que freqüentemente confundem o IIIa com o IIIaü, listando o primeiro como um motor de 180 hp. Deve-se notar também que existem dois motores D.IV - das designações da classe de usina de aeronave Idflieg com base na potência - um dos oito em linha reta com base nos pistões D.III de 140 mm de diâmetro; e, posteriormente, o Mercedes D.IVa de seis cilindros com cilindros de 160 mm de diâmetro, que era essencialmente não relacionado.
A linha de motores D.III seria eclipsada em desempenho pelo BMW IIIade 185 e 200 cv (os britânicos classificaram a 230HP) em 1918, no entanto, o pequeno número de BMWs produzidos garantiu que a série Mercedes D.III seria o principal motor de caça alemão até o último mês ou dois da guerra e ainda seria visto em números muito grandes, mesmo no final. No final da guerra, o D.IIIaü ainda seria o motor de caça alemão numericamente predominante. Como resultado, o Fokker D.VII (aqueles que não estão equipados com o BMW IIIa) e o Pfalz D.XII teriam desempenho limitado no motor (em oposição ao "limitado na estrutura da aeronave") e ainda assim seriam adversários formidáveis aos seus Aliados. homólogos. O D.IIIaü foi considerado o motor ideal para os caças Roland D.VI, Pfalz D.IIIa e Albatros D.Va, cujas estruturas eram de uma geração anterior, toda em madeira.

## Variantes
Ao longo dos seus anos de produção, foram feitas várias variantes do Mercedes D.III:

- Mercedes F1466(D.III)

Designação da companhia para o Mercedes D.III, produzido diretamente do Mercees D.II em 1914. Com uma potência de 160 cv.

- D.IIIa

Versão melhorada do D.III desenvolvida em 1916. Atingia os 170 cv.
- D.IIIaü

Uma designação não oficial (ü para über), para motores D.IIIa com pistões abaulados,  "supercomprimidos" (com uma taxa de compressão mais alta). Esses motores não foram capazes de operar em aceleração máxima ao nível do mar, utilizando um carburador autocompensador. Atingiam os 180 a 200 cv.
- D.IIIav

Uma versão alterada dos motores D.IIIa com pistões abobadados e fabricados em liga de alumínio, que proporcionavam maior taxa de compressão, além de rpm mais elevada e, portanto, mais potência. 200 cv (200-217 cv)
- D.IIIavü

Versão não oficial para designar o D.IIIav.